# District de Tan Binh
Tân Bình (en vietnamien : Quận Tân Bình) est l’un des arrondissements de Hô Chi Minh-Ville, la plus grande ville du Viêt Nam.

Emblème du district.

## Monuments
- Pagode Giac Lam (fondée en 1744)
- Aéroport international de Tân Sơn Nhất

## Galerie

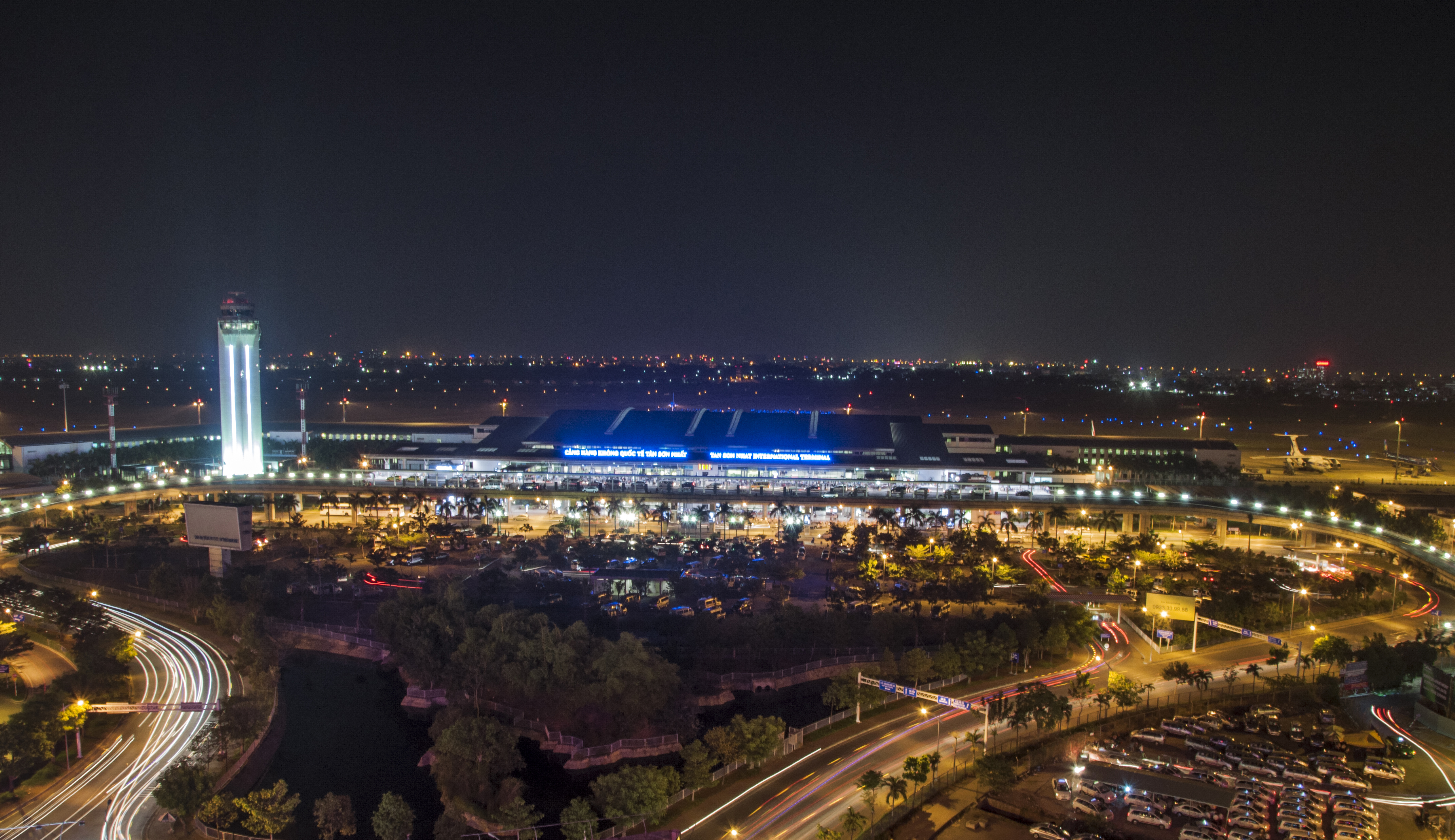
Aéroport international de Tân Sơn Nhất.
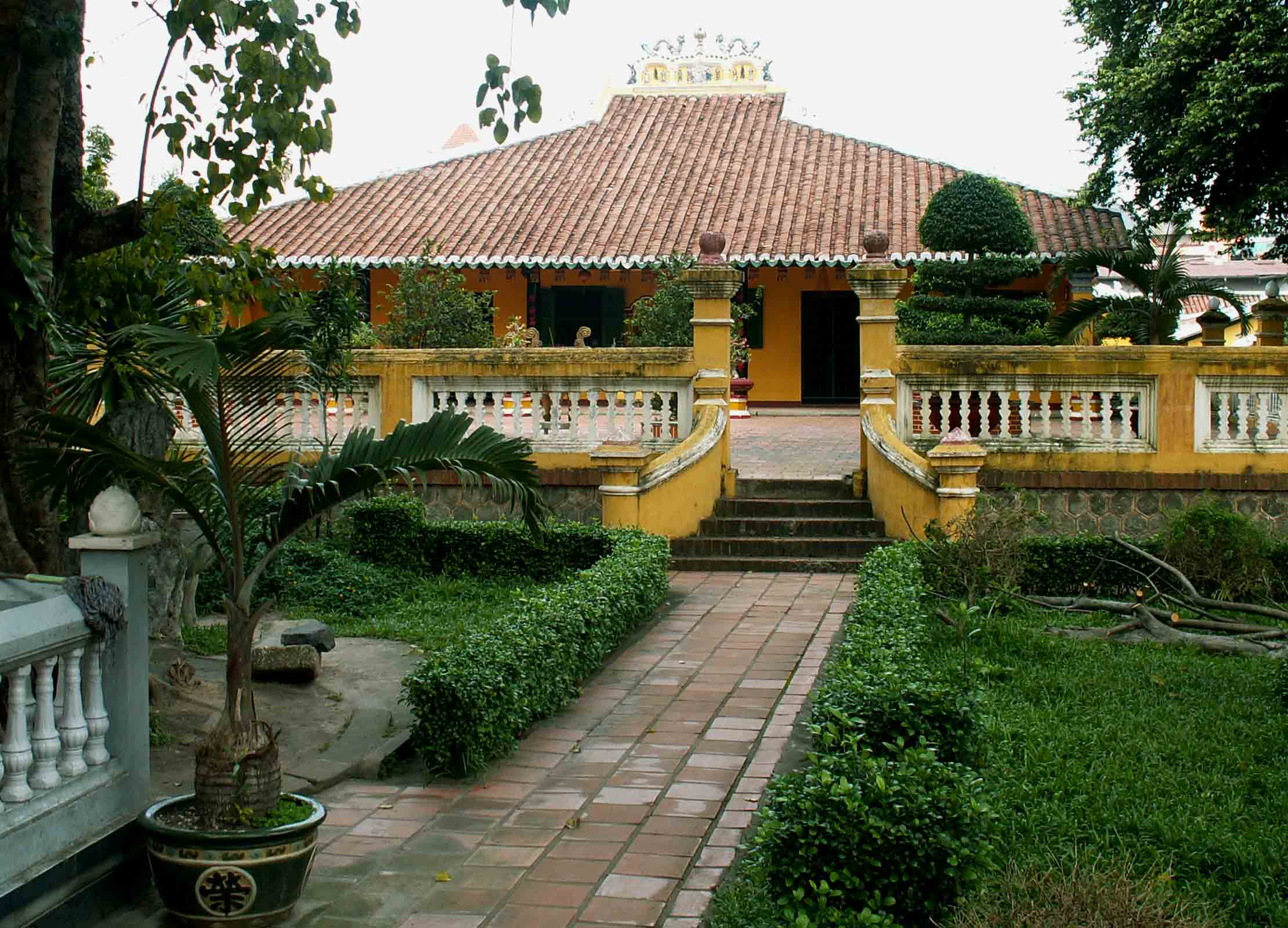
Pagode Giac Lam.